# Copa de la Reina de Baloncesto 1985-86
La Copa de la Reina de Baloncesto 1985-86 corresponde a la 24ª edición de dicho torneo. Se celebró entre el 28 y 29 de diciembre de 1985 en el Pabellón Municipal de Tortosa. 
Esta temporada, la Copa se disputa en diciembre, en lugar de después de la liga. La disputan los dos primeros de cada grupo de la primera fase, y se juega en Tortosa. El campeón se clasifica para la Copa Ronchetti 1986-87.

## Desarrollo
Como anécdota de esta Fase final disputada en día de los Inocentes. Además cabe señalar que el presidente del Canoe, Juan Tamames, se quejó a la organización tras las semifinales de que el soporte de las canastas no estaba a la altura reglamentaria. Incluso llegó a amenazar con que su equipo no se presentaría a la final si no se subsanaba esta situación. Se cuenta en la crónica de Carlos Gallen en el Mundo Deportivo del 30 de diciembre de 1985 que "un retén estuvo trabajando hasta las cuatro de la madrugada para dejar las canastas a punto".

## Fase final
|  | Semifinales         | Semifinales         | Semifinales     |             |               | Final               | Final               | Final           |  |
|  | 28 de diciembre     | 28 de diciembre     | 28 de diciembre |             |               | 29 de diciembre     | 29 de diciembre     | 29 de diciembre |  |
|  |                     |                     |                 |             |               |                     |                     |                 |  |
|  |                     |                     |                 |             |               |                     |                     |                 |  |
|  | C. B. Tortosa       | C. B. Tortosa       | 75              |             |               |                     |                     |                 |  |
|  | C. B. Tortosa       | C. B. Tortosa       | 75              |             |               |                     |                     |                 |  |
|  | R. C. Celta de Vigo | R. C. Celta de Vigo | 74              |             |               |                     |                     |                 |  |
|  | R. C. Celta de Vigo | R. C. Celta de Vigo | 74              |             | C. B. Tortosa | C. B. Tortosa       | 69                  |                 |  |
|  |                     |                     |                 |             | C. B. Tortosa | C. B. Tortosa       | 69                  |                 |  |
|  |                     |                     | Canoe N. C.     | Canoe N. C. | 67            |                     |                     |                 |  |
|  | Natural Cusí        | Natural Cusí        | Canoe N. C.     | Canoe N. C. | 67            | 68                  |                     |                 |  |
|  | Natural Cusí        | Natural Cusí        |                 |             |               | 68                  |                     |                 |  |
|  | Canoe N. C.         | Canoe N. C.         | 80              |             |               | Tercer lugar        | Tercer lugar        | Tercer lugar    |  |
|  | Canoe N. C.         | Canoe N. C.         | 80              |             |               | Tercer lugar        | Tercer lugar        | Tercer lugar    |  |
|  |                     |                     |                 |             |               |                     |                     |                 |  |
|  |                     |                     |                 |             |               | R. C. Celta de Vigo | R. C. Celta de Vigo | 81              |  |
|  |                     |                     |                 |             |               | R. C. Celta de Vigo | R. C. Celta de Vigo | 81              |  |
|  |                     |                     |                 |             |               | Natural Cusí        | Natural Cusí        | 47              |  |
|  |                     |                     |                 |             |               | Natural Cusí        | Natural Cusí        | 47              |  |
|  |                     |                     |                 |             |               |                     |                     |                 |  |

### Final
| 29 de diciembre de 1985, 13:00 | C. B. Tortosa                      | 69–67       | Canoe N. C.                     |                                                                                                |  |
|                                | Marcador por tiempos: 35–35, 34–32 |             |                                 |                                                                                                |  |
|                                | Estadísticas Rosa Castillo 23      | Reporte Pts | Estadísticas Margarita Geuer 18 | Pabellón: Pabellón Municipal, Tortosa Asistencia: 3.000 espectadores Árbitros: Neyro, Recuenco |  |

| Ganadoras de la Copa de la Reina 1985-86 |
| ---------------------------------------- |
| C. B. Tortosa 1º título                  |